# Irmgard Möller
Irmgard Möller (ur. 13 maja 1947 w Bielefeld) – członkini Frakcji Czerwonej Armii (RAF).
Jako jedyna spośród czwórki uwięzionych w Stammheim przywódców RAF przeżyła próbę samobójczą w nocy 17/18 października 1977 roku. O planowaniu samobójstwa skazanych na dożywocie liderów RAF mógł wiedzieć niemiecki wywiad, który podsłuchiwał więźniów.
Więzienie opuściła 1 grudnia 1994.